# Les Hommes de poche
Les Hommes de poche (titre original : Little Fuzzy) est un roman de H. Beam Piper publié en 1962. Cet ouvrage fut nommé pour le prix Hugo du meilleur roman 1963.
Il est paru au format poche dans la collection Le Masque SF en 1977.